# 大洗マリンタワー
大洗マリンタワー（おおあらいマリンタワー）は、茨城県東茨城郡大洗町にある高さ60メートルの展望台。

## 概要
設置者は茨城県。指定管理者制度により、大洗町が管理・運営を行っている。2019年（平成31年）3月よりみなとオアシス大洗認定施設である。
大洗港内の港中央公園に立地しているため、高さ55メートルの展望台から眼下に大洗港や大洗の街並みの様子や太平洋を眺めることができる。さらに天気が良ければ富士山や日光、那須方面まで見渡すことが出来る。
茨城県は2021年12月から新たに施設命名権の募集を行う施設を発表し、大洗マリンタワーも施設命名権の募集の対象となった。公募の結果、ひたちなかエネルギーロジテックが命名権を取得し、ひたちなかエネルギーロジテック大洗マリンタワーとなった。

## 歴史
- 1988年（昭和63年）10月18日 - 開業[1]。
- 2011年（平成23年）
  - 3月11日 - 東日本大震災の津波で1階が被災し休業。
  - 4月16日 - 営業再開[5]。
- 2014年（平成26年）8月29日 - いばらきビルフィッシュトーナメントネットワークがタワー前広場に高さ7メートルのカジキ像を設置[6]。
- 2015年（平成27年）3月21日  - 東日本大震災後休業していた2階喫茶「シーガル」跡に「ガルパン喫茶 Panzer Vor」が開業[7][8][9]。
- 2019年（平成31年）3月12日 - 大洗港一帯がみなとオアシスに認定され、その認定施設となる。

## 館内施設
- 3階（第15層）：展望室（55メートル）、ルミライトアート壁画「ドルフィンファンタジー」（入館料340円。なお、入館チケットは1階入口の券売機で購入）
- 2階（第14層）：喫茶「ガルパン喫茶 Panzer Vor」（50メートル、喫茶利用者は2階まで無料）[1]
- 1階：エントランスホール（マリンシアター、売店、観光情報コーナー、事務所）

## アクセス

### 車利用
北関東自動車道（東水戸道路）水戸大洗インターチェンジで降り、国道51号、県道2号を利用。

### 電車・バス利用

#### 水戸から
- JR常磐線水戸駅から鹿島臨海鉄道大洗鹿島線で、大洗駅下車。徒歩10分
- 水戸駅から茨城交通バス[50]系統アクアワールド・大洗経由那珂湊駅行きに乗車し、「磯浜新道」下車。徒歩5分

#### 那珂湊から
- ひたちなか海浜鉄道湊線那珂湊駅から茨城交通バス[50]系統アクアワールド・大洗経由水戸駅・茨大行きに乗車し「磯浜新道」下車。徒歩5分

#### 石岡・鉾田から
- JR常磐線石岡駅から関東鉄道（かしてつバス）新鉾田駅行きに乗車し、終点下車。新鉾田駅から鹿島臨海鉄道大洗鹿島線で、大洗駅下車。徒歩10分

#### 鹿嶋から
- JR鹿島線鹿島神宮駅から鹿島臨海鉄道大洗鹿島線で、大洗駅下車。徒歩10分

#### 東京から
- 東京駅八重洲南口4番乗り場から高速バス『みと号』（茨城交通・関東鉄道・JRバス関東）で、「大洗フェリーターミナル」下車。徒歩5分[注釈 2]。ただし、「フェリーターミナル」行きは1日1本のみ※運休中。それ以外の便は終点の「水戸駅北口（または南口）」下車で前述の鹿島臨海鉄道大洗鹿島線へ乗り換えとなる。